# ريتشارد أبلباي
ريتشارد أبلباي (بالإنجليزية: Richard Appleby)‏ هو لاعب كرة قدم بريطاني، ولد في 18 سبتمبر 1975 في ميدلزبرة في المملكة المتحدة. شارك مع منتخب إنجلترا تحت 18 سنة لكرة القدم. أما مع النوادي، فقد لعب مع إيبسويتش تاون ودارلينجتون إف سى وسوانزي سيتي وفوريست غرين ونادي سانت إيلي تاون ونيوكاسل يونايتد وهال سيتي.

## وصلات خارجية
- ريتشارد أبلباي على موقع Soccerbase.com (لاعب) (الإنجليزية)